# 船木政秀
船木 政秀（ふなき まさひで、1992年2月4日 - ）は、日本の俳優。東京都出身。ブルーエール所属。

## 略歴
2011年、『大江戸に降る雪』で初舞台を踏み、『Death of a Samurai -Team Yellow-』では主演を務める。
俳優として多数の舞台に出演の他、アクション監督や殺陣指導も行っている。

## 出演

### 舞台
2011年
- 大江戸に降る雪
- Dandy cute Dandy
- Dragon Question!
- GOEMON-痛快伝-
- Death of a Samurai -Team Yellow-  - 主演

2012
- Dandy cute Dandy（再演）
- 腐思議の国のアリス
- GOEMON-大阪公演-
- PRISM
- くじらは虹色の音楽に乗って
- 轟然〜GO-ZEN〜 - 主演
- BASARA

2013
- ボーイズ☆ファイト
- 夜明けの前が一番くらいの？
- ビルは投げられた
- 人狼TLPT×新撰組-壬生村の狼-
- パパってば！
- 人狼TLPT #7 CASTLE 月虹に浮かぶ城
- A Midsummer Night's Dream 夏の夜の夢 - 準主演 
- WORLD （2013年12月、シアターグリーン BASE THEATER）
- 人狼TLPT #8 MISSION

2014
- 人狼TLPT #9 VILLAGE V 冬霧に冴ゆる村
- BLAZBLUE-CONTINUUM SHIFT-
- OASIS（2014年4月 - 5月、シアターサンモール）
- Requiem（2014年6月、シアターグリーン BIG TREE THEATER）
- 人狼TLPT #13 VILLAGE VII 夏草がそよぐ村（2014年7月 - 8月、シアターKASSAI）
- 伸びる伸びる伸びる
- 人狼TLPT×新撰組-壬生村の狼 至誠の巻
- 伸びる伸びる伸びるのビル
- RomeO and JulieT - 主演 ロミオ役※殺陣指導も兼務
- 君の手には夢幻のファクター（12月、 中目黒キンケロ・シアター）

2015
- PRISM（2015年2月、シアターグリーン） - 小道具
- 舞台『WILD HALF-奇跡の確率-』（1月、六行会ホール）
- ToRow〜二匹の狼〜
- MURDERER（無垢なる殺人者）〜
- 人狼TLPT×PSYCHO-PASS 〜INNOCENT MURDERER〜（9月、シアターサンモール）
- HIDEYOSHI2015（3月、 シアターグリーン BIG TREE THEATER）
- 人狼TLPT #19 VILLAGE×春雷の響く村

WORLD（7月 - 8月、 東京芸術劇場 シアターイースト）
2016
- Casual Meets Shakespeare『Macbeth SC』
- 夏の夜の夢
- 結び （1月、萬劇場）
- クジラの子らは砂上に歌う（4月、AiiA 2.5 Theater Tokyo）
- 侯爵令嬢は手駒を演じる（1月2日、テアトルBONBON） - サム 役

2017
- Casual Meets Shakeapeare『じゃじゃ馬馴らし』
- 2.5 Escape Stage『甲鉄城のカバネリ』（1月、シアター1010）
- 龍よ、狼と踊れ〜 Dragon,Dance with Wolves〜（3月、CBGKシブゲキ!!） - 宝蔵院胤舜 役
- 舞台『プリンス・オブ・ストライド THE LIVE STAGE』エピソード2（4月 - 5月、シアター1010 他） - 鷲見紀世斗 役
- 人狼TLPT×新撰組外伝〜払暁の狼〜（5月、全労済ホール / スペース・ゼロ）
- 人狼TLPT×宇宙兄弟（7月 - 8月、シアターサンモール） - 古谷やすし 役
- 舞台『プリンス・オブ・ストライド THE LIVE STAGE』エピソード3（6月 - 7月、シアター1010 他） - 鷲見紀世斗 役
- prey on

2018
- クジラの子らは砂上に歌う 再演（1月、AiiA 2.5 Theater Tokyo） - アラフニ 役
- ハイパープロジェクション演劇『ハイキュー!!』はじまりの巨人（4月 - 5月、日本青年館ホール 他） - 照島遊児 役
- 鉄コン筋クリート（11月、天王洲 銀河劇場） - チョコラ役

2019
- 舞台『機動戦士ガンダム00 -破壊による再生-Re:Build』（2月、日本青年館ホール 他） - ミハエル・トリニティ 役
- 魍魎の匣（6月 - 7月、天王洲 銀河劇場 他） - 青木文蔵 役

2020
- 科白劇 舞台『刀剣乱舞/灯』綺伝 いくさ世の徒花 改変 いくさ世の徒花の記憶（7月 - 8月、品川プリンスホテル ステラボール）
- ワガままな街（12月、シアターKASSAI）

2021
- 文学戯劇 宮沢賢治『星紡ギの夜』（4月、IMAホール） - 「どんぐりと山猫」馬車別当 役、「銀河鉄道の夜」ザネリ 役※4月25日公演中止（無観客配信に変更）
- 『BANANA FISH』The Stage -前編-（6月、天王洲 銀河劇場）
- 朗読劇『終末のReコード』（12月、シアターグリーン BIG TREE THEATER）

2022
- 舞台『機動戦士ガンダム00 -破壊による覚醒-Re: （in）novation』（2月、新国立劇場 中劇場） - アクション振付
- 舞台『刀剣乱舞』綺伝 いくさ世の徒花 （3月 - 5月、明治座 他） - 有馬晴信 役
- 薔薇王の葬列（6月、日本青年館ホール） - アクション監督

2023
- 舞台『地獄楽』（2月、ヒューリックホール東京） - アクション監督
- 舞台『ブルーロック』（5月、サンケイホールブリーゼ 他） - 鰐間淳壱 役
- チェンソーマン ザ・ステージ（9月 - 10月）

2024
- Casual Meets Shakespeare『OTHELLO SC』（1月、シアターサンモール） - アクション監督
- 舞台『桃源暗鬼』（2月 - 3月、天王洲 銀河劇場 他） - 桃部真中 役
- Casual Meets Shakespeare『MACBETH SC』（9月 - 10月、新宿村LIVE）

2025
- Casual Meets Shakespeare『ヴェニスの商人 CS』（11月〈予定〉、IMAホール）

### ドラマ
- 育休刑事 第10話（2023年6月20日、NHK総合・NHK BS4K）[33]